# Hermann Weber (entomologiste)
Pour les articles homonymes, voir Weber.
Hermann Weber (* 21 novembre 1899 à Bretten ; † 18 novembre 1956 à Tübingen) est un entomologiste spécialiste des hétéroptères, de nationalité allemande.

## Publications

### 1938
- (de) Grundriss der insektenkunde.